# Michael Carbonaro
Michael Joseph Carbonaro (Nova Iorque, 28 de abril de 1976) é um ator, mágico e artista de improviso estadunidense. Ele se tornou conhecido por seus shows de mágica com câmeras escondidas, como o  "Magic Clerk" (Caixa mágico) no programa The Tonight Show, no qual enganava clientes desavisados em uma loja de conveniência. Isso o levou a uma série de televisão com premissa semelhante, The Carbonaro Effect (Efeito Carbonaro), que estreou na TruTV, em 15 de maio de 2014, na sequência de um episódio de pré-visualização em 1 de abril de 2014
Nascido e criado em Oakdale, em Long Island, é o filho mais novo de um pai eletricista e uma mãe enfermeira. Enquanto jovem estudou no Connetquot High School, em Bohemia, Nova York. Começou a atuar profissionalmente como mágico ainda adolescente, ganhando o suficiente para bancar os seus estudos na Universidade, onde se tornou bacharel em teatro pela Tisch School of the Arts, uma escola de arte integrada a Universidade de Nova York.
Em 2004, ele foi apresentado na mostra de Chappelle, da Comedy Central. Depois disso, Carbonaro participou em 2006 com Andy Wilson no filme de comédia Another Gay Movie. Por este trabalho, ele ganhou no Outfest o prêmio de "Melhor Ator em Longa-Metragem". Carbonaro também apareceu em All My Children (2006), The Guiding Light (2006), e Law & Order: Special Victims Unit (2007).

## Filmografia

### Filmes
- (1999) Bringing Out the Dead – Club Kid[carece de fontes?]
- (filmed 2000) The Empath – Young Doctor #2[3]
- (2003) A Tale of Two Pizzas –  Mikey Falcone[6]
- (2006) Another Gay Movie – Andy Wilson
- (2007) I Was a Creature from Outer Space (short) – Jim[7]
- (2011) God Bless America[6]
- (2013) The Trouble with Barry[8]

### Televisão
- (2004) Chappelle's Show – Manager WacArnolds
- (2006) All My Children – Drunken Groom
- (2006) Guiding Light – Magician
- (2007) Law & Order: Special Victims Unit – Jeff Trapido
- (2009) 30 Rock – Waiter
- (2010) CSI: Miami – Gabe Calligan
- (2010) How to Make It in America – Marco
- (2011) Wizards of Waverly Place – Zelzar, The Robot
- (2012) Grey's anatomy (um paciente com a mão no moedor de carne) episódio 15 da oitava temporada
- (2012) iCarly – Cameo Appearance
- (2013-2014) Tonight Show with Jay Leno – Magic Clerk
- (2014) The Carbonaro Effect